# Хелчень
Хелчень, Хелчені (рум. Hălceni) — село у повіті Ясси в Румунії. Входить до складу комуни Шипоте.
Село розташоване на відстані 345 км на північ від Бухареста, 39 км на північний захід від Ясс.

## Населення
За даними перепису населення 2002 року у селі проживали 867 осіб, усі — румуни. Усі жителі села рідною мовою назвали румунську.